# Сутінкова зона (телесеріал, 1985)
«Сутінко́ва зо́на» (англ. The Twilight Zone) — британсько-канадсько-американський телесеріал, що складається з непов'язаних між собою серій та епізодів, кожні з яких відображають окрему історію. Знімався протягом чотирьох років — з 1985 по 1989.
На американському телебаченні серіал транслювався з 1985 по 1987, пізніше компанія CBS відмовилася від його подальшого показу.

## Синопсис
Сутінкова зона є оновлену версію відомого у 1960-х роки телесеріалу, що має таку саму назву. Автором як першої, так і другої версії є Род Серлінґ, крім цього, в оригінальній «Сутінковій зоні» він виступає також як сценарист. У кожній серії розігрується окрема, нетипова історія, що виявляється навіть більш незвичайною, ніж здається спочатку. Зображуються здебільшого іронічні ситуації, що показують людську натуру й поєднуються з елементами наукового жанру, хорору та фантастики. Кінець кожної з серій зазвичай є неочікуваним, незалежно від її жанру. Більша частина серій (епізодів), починаючи з найпершої, містить дві або три історії та розділена на сегменти, тривалість кожного з яких варіюється здебільшого від п'ятнадцяти хвилин до пів години.
Усього протягом 1985—1989 років було знято 65 серій, що показувалися протягом трьох сезонів. Всі серії знімалися у Каліфорнії та Торонто (Онтаріо, Канада).

## Релізи
У США телесеріал вийшов у широкий прокат 26-27 вересня 1985. Його перші прем'єрні покази відбулися також у Франції (24 лютого 1986), Швеції (11 липня 1986) та Західній Німеччині (31 липня 1987).

## Цікаві факти
- Чарльз Ейдман, актор, режисер та композитор, котрий виступав як оповідач в епізодах першого та другого сезону, у свій час зіграв у двох епізодах оригінальної «Сутінкової зони»: «Коли небеса були відкритими» (1959, англ. And When the Sky Was Opened) та «Загублена дівчинка» (1962, англ. Little Girl Lost).
- У синдикованих версіях серіалу, з 1988 по 1989 оповіді в усіх епізодах зачитує Робін Вард — навіть в тих, де початково оповіді зачитував Чарльз Ейдман.
- На відміну від оригінальної «Сутінкової зони», в даному серіалі оповідач жодного разу не з'являється на екрані.

## Сезони та епізоди

### Перший сезон (1985—1986)
- Shatterday (Судний день)
- A Little Peace and Quiet (Перемир'я та тиша)
- Wordplay (Гра слів)
- Dreams for Sale (Сни на продаж)
- Chameleon (Хамелеон)
- Healer (Цілитель)
- Children's Zoo (Дитячий зоопарк)
- Kentucky Rye (Житнє віскі)
- Little Boy Lost (Загублений хлопчик)
- Wish Bank (Банк бажань)
- Nightcrawlers (Нічні плазуни)
- If She Dies (Якщо вона помре)
- Ye Gods (О, боги)
- Examination Day (День іспиту)
- A Message from Charity (Послання від Черіті)
- Teacher's Aide (Помічник вчителя)
- Paladin of the Lost Hour (Паладін втраченої години)
- Act Break (Перервана дія)
- The Burning Man (Розпечений чоловік)
- Dealer's Choice (Вибір гри)
- Dead Woman's Shoes (Черевики мертвої жінки)
- Wong's Lost and Found Emporium (Крамниця загублених речей)
- The Shadow Man (Чоловік-тінь)
- The Uncle Devil Show (Шоу дядька Диявола)
- Opening Day (Початок сезону)
- The Beacon (Маяк)
- One Life, Furnished in Early Poverty (Життя обділеної в юності людини)
- Her Pilgrim Soul (Її мандрівна душа)
- I of Newton (Коли я був Ньютоном)
- Night of the Meek (Ніч лагідних)
- But Can She Type? (Вона ще й друкувати вміє?)
- The Star (Зірка)
- Still Life (Все ще живі)
- The Little People of Killany Woods (Маленькі люди з Кілані Вудс)
- The Misfortune Cookie (Печиво, що приносить нещастя)
- Monsters! (Чудовиська!)
- A Small Talent for War (Слабкість до війни)
- A Matter of Minutes (Справа хвилин)
- The Elevator (Ліфт)
- To See the Invisible Man (Побачити невидимку)
- Tooth and Consequences (Зуб та наслідки)
- Welcome to Winfield (Ласкаво просимо до Вінфілду)
- Quarantine (Карантин)
- Gramma (Бабуся)
- Personal Demons (Власні демони)
- Cold Reading (Прямий ефір)
- The Leprechaun-Artist (Гном-чарівник)
- Dead Run (Смертельний рейс)
- Profile in Silver (Профіль на монеті)
- Button, Button (Кнопка, кнопка)
- Need to Know (Потрібно знати)
- Red Snow (Червоний сніг)
- Take My Life… Please! (Візьми моє життя… Будь ласка!)
- Devil's Alphabet (Абетка диявола)
- The Library (Бібліотека)
- Shadow Play (Гра уяви)
- Grace Note (Нота, яка не прозвучала)
- A Day in Beaumont (Один день в Бомонті)
- The Last Defender of Camelot (Останній захисник Камелоту)

### Другий сезон (1986—1987)
- The Once and Future King (Неперевершений Король)
- A Saucer of Loneliness (Тарілка самотності)
- What Are Friends For? (Для чого потрібні друзі?)
- Aqua Vita (Жива вода)
- The Storyteller (Казкар)
- Nightsong (Пісня ночі)
- The After Hours (Години після)
- Lost and Found (Загубити та знайти)
- The World Next Door (Наступні двері світу)
- The Toys of Caliban (Іграшки Калібана)
- The Convict's Piano (Піаніно обвинувачуваного)
- The Road Less Travelled (Подорож по бездоріжжю)
- The Card (Картка)
- The Junction (Точка перетину)
- Joy Ride (Приємна подорож)
- Shelter Skelter (Випадковий притулок)
- Private Channel (Особистий канал)
- Time and Teresa Golowitz (Час та Тереза Ґоловіц)
- Voices in the Earth (Голоси Землі)
- Song of the Younger World (Пісня молодшого світу)
- The Girl I Married (Дівчина, з якою я одружився)

### Третій сезон (1988—1989)
- The Curious Case of Edgar Witherspoon (Дивна валіза Едґара Візерспуна)
- Extra Innings (Екстра подача)
- The Crossing (Перетин)
- The Hunters (Шукачі)
- Dream Me a Life (Вигадай мені життя)
- Memories (Спогади)
- The Hellgrammite Method
- Our Selena Is Dying (Наша Селена вмирає)
- The Call (Дзвінок)
- The Trance (Транс)
- Acts of Terror (Терористичні акти)
- 20/20 Vision
- There Was an Old Woman (Там була стара жінка)
- The Trunk (Стовбур)
- Appointment on Route 17 (Зустріч на 17 маршруті)
- The Cold Equations (Холодні рівняння)
- Stranger in Possum Meadows (Чужинець у Поссум Медоуз)
- Street of Shadows (Вулиця тіней)
- Something in the Walls (Щось у стінах)
- A Game of Pool (Гра у пул)
- The Wall (Стіна)
- Room 2426 (Кімната 2426)
- The Mind of Simon Foster (Голова Саймона Фостера)
- Cat and Mouse (Кіт та миша)
- Many, Many Monkeys (багато, багато мавп)
- Rendezvous in a Dark Place (Рандеву у темному місці)
- Special Service (Особливий сервіс)
- Love Is Blind (Кохання сліпе)
- Crazy as a Soup Sandwich (Скажений, як сендвіч до супу)
- Father & Son Game (Гра у батька та сина)

## Нагороди
| Рік  | Нагорода           | Результат |
| ---- | ------------------ | --------- |
| 1986 | Young Artist Award | Перемога  |
| 1986 | Young Artist Award | Номінація |
| 1987 | WGA Award (TV)     | Перемога  |
| 1987 | Young Artist Award | Номінація |
| 1988 | Young Artist Award | Номінація |
| 1990 | WGA Award (TV)     | Номінація |

## Саундтреки
- The Dead Earth (02:31)
- Phantoms Of The Earth (04:11)
- Rebirth Of The Earth (01:56)
- The Family/The Nightmare Begins (02:03)
- Welcome To The ‘Nam (03:03)
- Roads Not Taken (03:53)
- The Return Home (01:30)
- The Meld/Finale (02:07)
- Opening/Snooping Around (03:31)
- Wonderment (02:26)
- The Power Of God/Finale (03:35)
- Rebirth Of The Future (04:00)
- Thoughts Of A Lonely Man (03:09)
- Betrayal And Guilt (03:04)
- The Song Of The Stars/Finale (01:45)